# Calocera
Calocera (Fr.) Fr. (pięknoróg) – rodzaj grzybów z rodziny łzawnikowatych (Dacrymycetaceae).

## Charakterystyka
Grzyby saprotroficzne rozwijające się na drewnie. Mają owocniki krzaczkowate, drzewkowate lub rożkowate i galaretowatą konsystencję.

## Systematyka i nazewnictwo
Pozycja w klasyfikacji według Index Fungorum: Dacrymycetaceae, Dacrymycetales, Incertae sedis, Dacrymycetes, Agaricomycotina, Basidiomycota, Fungi.
Synonimy: Caloceras Fr. ex Wallr., Calopposis Lloyd, Clavaria subgen. Calocera Fr., Corynoides Gray, Dacryomitra Tul. & C. Tul.
Polską nazwę podał Franciszek Błoński w 1890 r., w polskim piśmiennictwie mykologicznym należące do tego rodzaju gatunki opisywane też były jako płaskosz i goździeniec.
Gatunki występujące w Polsce:
- Calocera cornea (Batsch) Fr. 1827 – pięknoróg szydłowaty
- Calocera furcata (Fr.) Fr. 1827 – pięknoróg dwuprzegrodowy
- Calocera glossoides (Pers.) Fr. 1827 – pięknoróg językowaty
- Calocera viscosa (Pers.) Fr. 1821 – pięknoróg największy

Nazwy naukowe na podstawie Index Fungorum. Wykaz gatunków i nazwy polskie według W. Wojewody.